# Rátz László

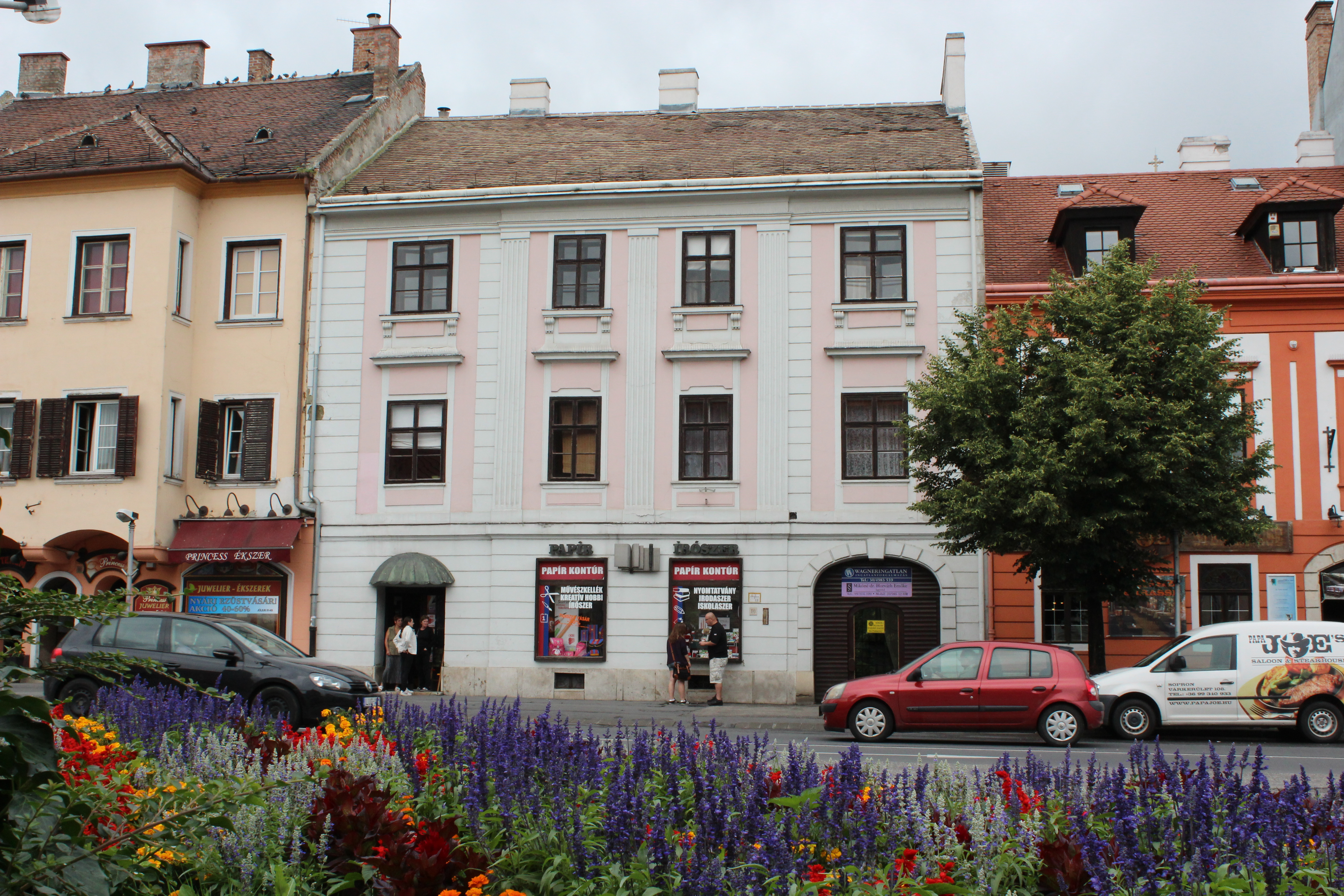
Rátz László szülőháza Sopronban

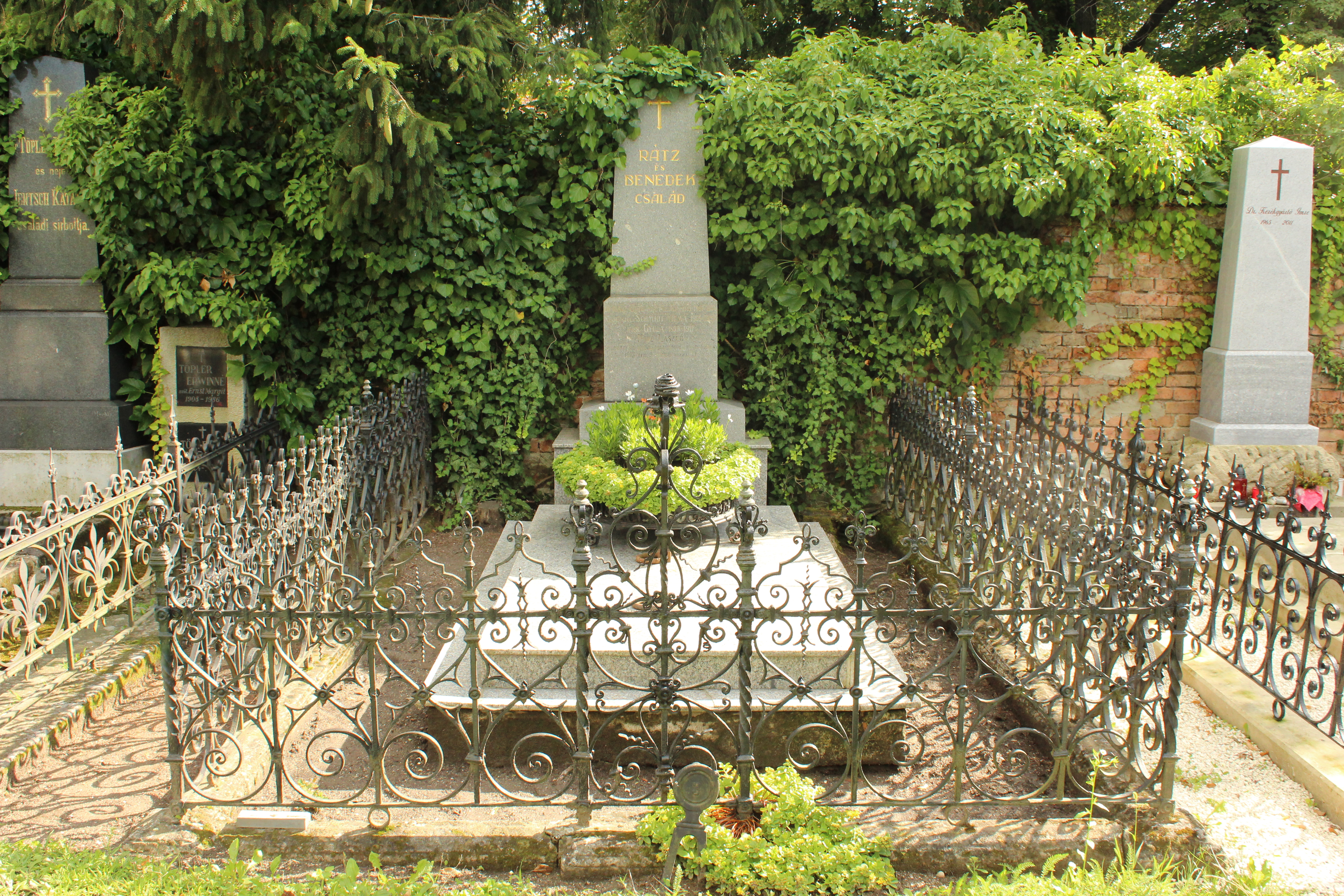
Rátz László sírja Sopronban

Rátz László (Sopron, 1863. április 9. – Budapest, 1930. szeptember 30.) matematika–fizika szakos tanár.

## Életpályája
Édesapja Rátz Ágost vaskereskedő, édesanyja Töpler Emma volt. Elemi iskolai és a középiskolai tanulmányait Sopronban végezte. 1875–1880 között a soproni magyar királyi állami Főreáliskola (ma Széchenyi István Gimnázium) tanulója volt.
Ezt követően 1880–1882 között a soproni Evangélikus Gimnáziumban tanult, és itt érettségizett 1882-ben.
1883-tól 1887-ig a Budapesti Tudományegyetem diákja volt.
1887. október 4-étől 1888. augusztus 7-éig a Berlini Egyetemen filozófiát, majd 1888. október 31-étől a Strasbourgi Egyetemen természettudományt tanult.
1889 szeptemberétől a Budapesti Tudományegyetem Gyakorló Főgimnáziumában gyakorló tanárként dolgozott.
1890. november 28-án matematika–fizika szakos egyetemi oklevelet szerzett.
1890. szeptember 1-jétől a Budapesti Evangélikus Főgimnázium helyettes tanára, majd 1892. szeptember 1-jétől 1925-ig rendes tanára volt.
1909 és 1914 között a gimnázium igazgatójaként dolgozott. 1897-től 1914-ig a Középiskolai Matematikai Lapok szerkesztője volt.

## Tanítványai
Világhírt szerzett tanítványa volt Neumann János, Wigner Jenő.

## Emlékezete
- A Bolyai János Matematikai Társulat a középiskolai matematikatanároknak évenként Rátz László-vándorgyűlést szervez, és 2000-től kezdődően Rátz László-érmet ad ki.
- A kiváló matematika-, fizika-, biológia- és kémiatanárok részére adományozzák a Rátz Tanár Úr-életműdíjat.
- Budapest XI. kerületében utcát neveztek el róla.